# Orthodicranum flagellare
Orthodicranum flagellare là một loài Rêu trong họ Dicranaceae. Loài này được (Hedw.) Loeske mô tả khoa học đầu tiên năm 1910.

## Hình ảnh

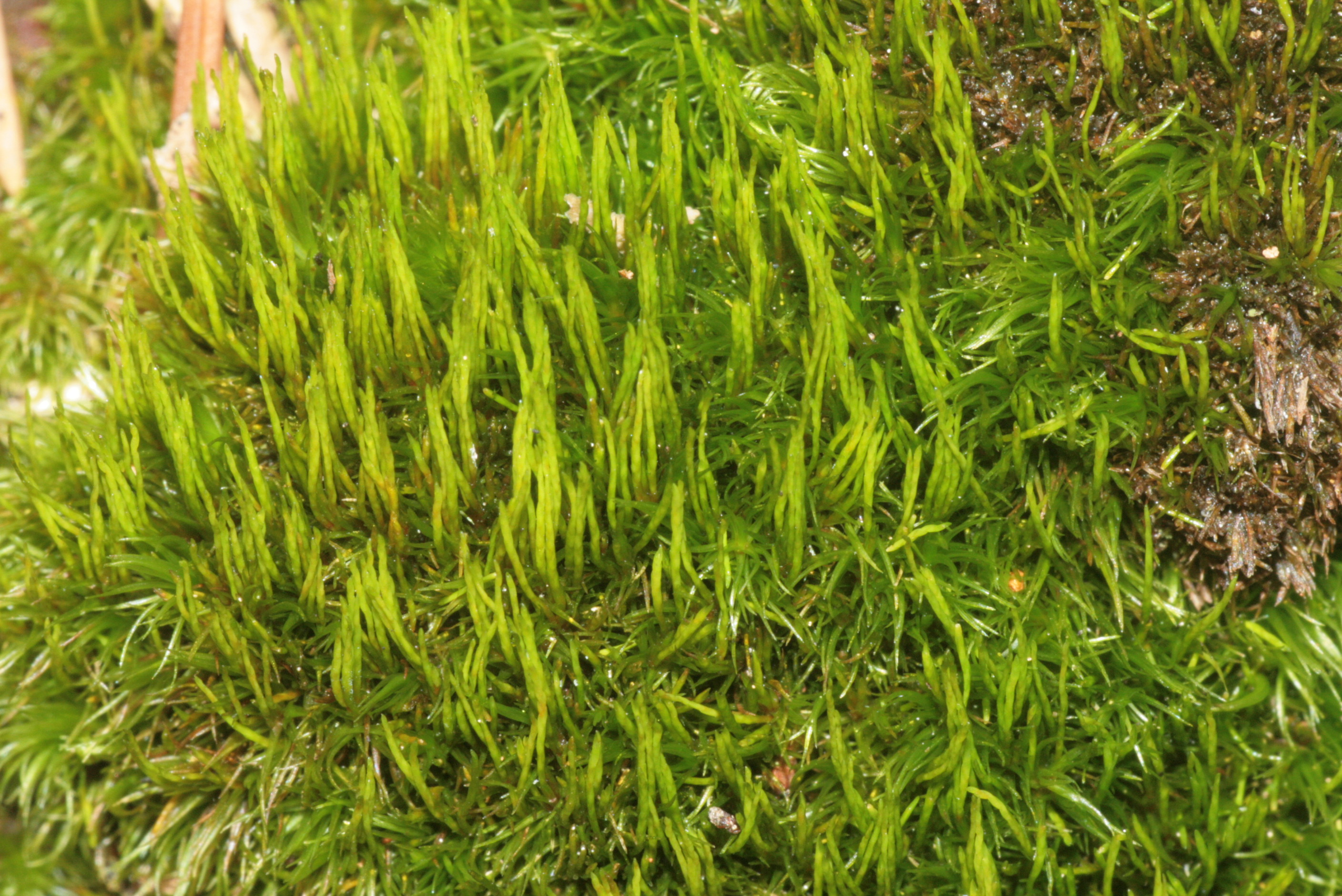
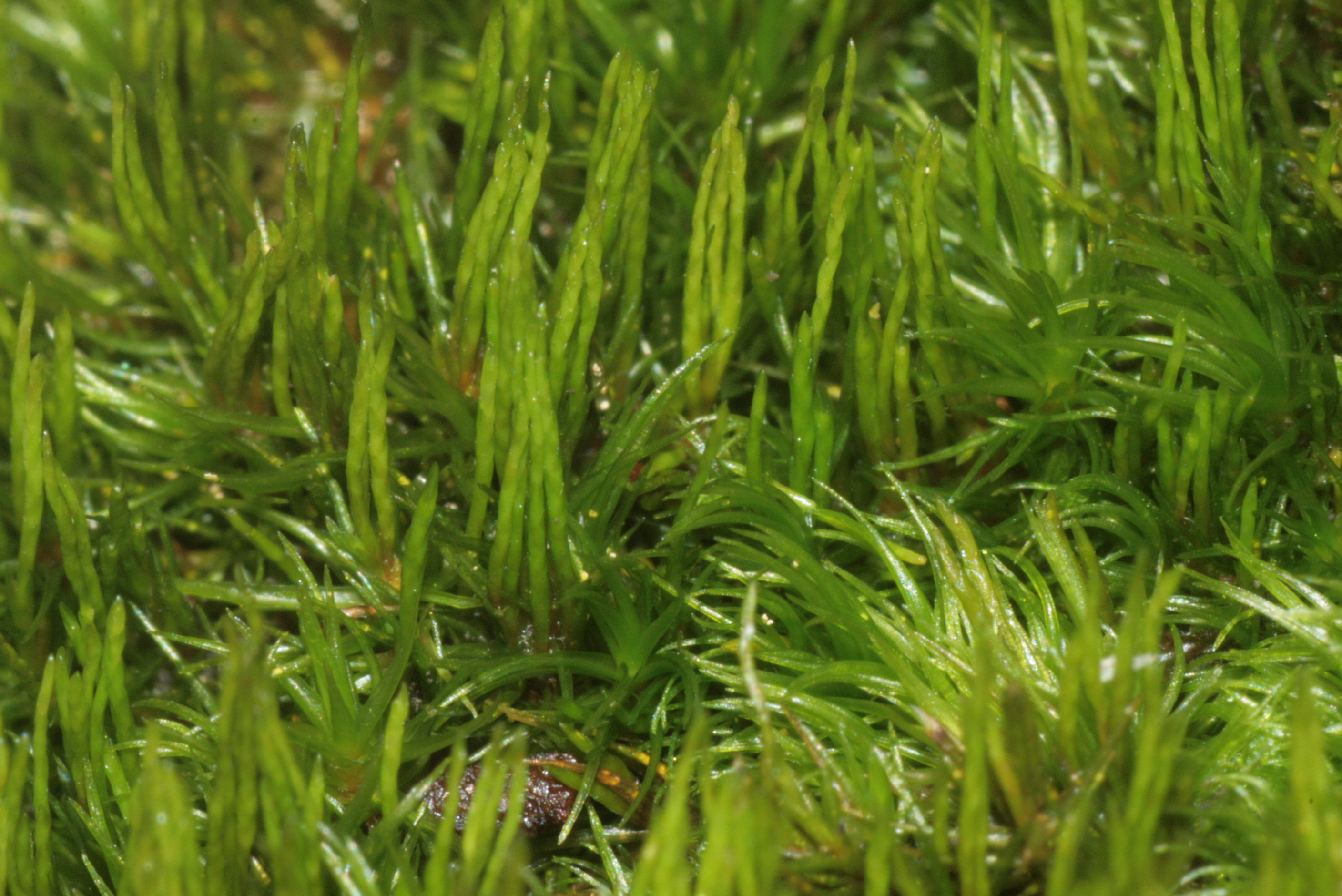
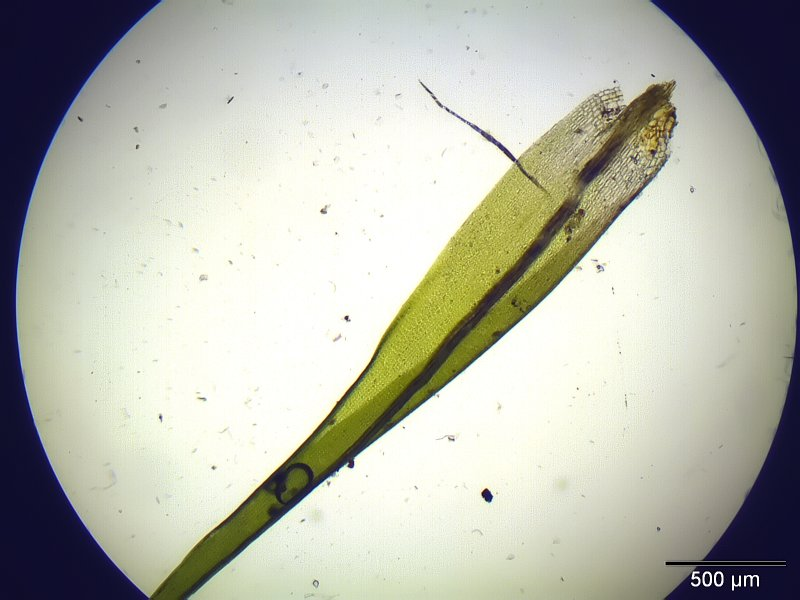
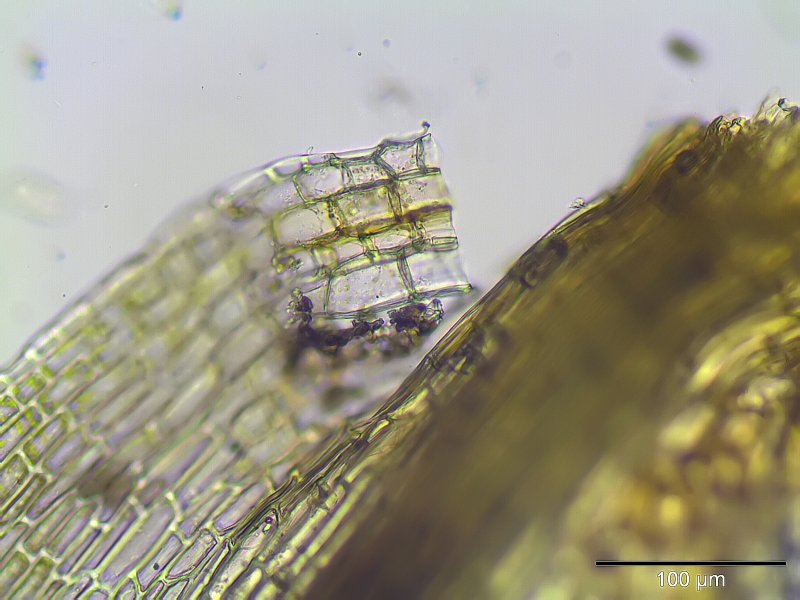